# Château d'Ugine
Le château d'Ugine, ou château comtal, est un ancien château à motte du début du XIIIe siècle, aujourd'hui en ruine, dont les vestiges se dressent à Ugine en Savoie.

## Localisation
Le château, ruiné au XIVe siècle, se situe dans l'actuel hameau du Château, au-dessus du centre-ville d'Ugine, sur la route départementale 109, permettant de rejoindre d'Héry.
Il s'est développé à l'extrémité d'un petit plateau au confluent de l'Arly et de la la Chaise, contrôlant la route reliant le bourg médiéval au Faucigny et servant de vigie.
Sa situation lui permet, au-delà d'un contrôle direct sur la route médiévale de l'Arly, qui passe par le village d'Héry, de contrôler la plaine, notamment à l'ouest la vallée de la Chaise en provenance de la cluse de Faverges et au sud le cours de l'Arly, qui permet de rejoindre le comté de Savoie,. La route par la plaine est l'un des deux passages, avec celui du col de Tamié, reliant le comté de Genève à la vallée de l'Isère, en passant par les bourg de Faverges, Ugine, puis la puissante cité de Conflans, qui contrôle l'accès à la vallée de la Tarentaise. Dans une moindre mesure, il se trouve en face du chemin menant, par le col de la Forclaz, au Beaufortain, et surveillé par le château de Queige.
Le château était constitué d'un ensemble fortifié dont une tour sur une motte. 
Le château reste éloigné du bourg fortifié d'Ugine, qui est entourée par une enceinte. Une porte permet de rejoindre le château et l'Arly, la seconde permet de rejoindre la plaine et la maison forte de Crescherel, en dehors de la cité,.

## Historique
Le château appartient au comte de Savoie depuis au moins le début du XIIIe siècle. Ces derniers y placent un châtelain. Comme le rappelle l'historien Léon Menabrea, situé « aux confins du Genevois et du Faucigny, [il] eut [...] de rudes sièges à soutenir ».
La première mention du château date de l'année 1222, dans un acte du comte Thomas Ier, dans lequel le mandement et le château seraient donnés en gage,. À la mort du comte, en 1233, le mandement passe en apanage à l'un de ses jeunes fils, Boniface, alors évêque de Belley, et qui deviendra archevêque de Cantorbéry. Le château retourne entre les mains comtales à la mort de ce dernier en 1270.
Lors du conflit delphino-savoyard, il est assiégé par le Dauphin, Humbert Ier de Viennois en 1285. Le traité de Montmélian (août 1308) permet une trêve et le mariage, en septembre 1309, de Hugues Dauphin, baron de Faucigny, et Marie Catherine de Savoie, fille du comte de Savoie. Le pont levis et l'entrée du château sont refaits. En 1334 ou 1335, le château de Cornillon voisin est incendié par les Dauphinois de Hugues Dauphin, fils du précédent, avant que le bourg et le château d'Ugine soient eux aussi pris pour cible et ravagés.
Par la suite, le château est mois bien entretenu et semble tomber peu à peu en ruine au cours du XVe siècle. Entre-temps, les terres de Faucigny et le comté de Genève, d'où provenaient les menaces sont passées à la Maison de Savoie.

## Description
Le château est actuellement en ruine, seuls subsistent quelques traces au sol et pans d'une tour. Pour l'historien Bernard Demotz, le château comtal est un exemple type du « château de pierre sur motte ». Il s'est installé sur une motte au dimension modeste — « moins de 50 m. à la base et moins de 20 m. au sommet pour une hauteur de 10 m. » — sur laquelle s'est installé la tour romane autour de laquelle on trouve une étroite haute cour, plus ou moins ronde. La tour, dont les traces sont visibles, avait une forme carré (10 m. de côté) et mesurait une trentaine de mètres. Elle semble enfoncée dans la motte.
Son aménagement devait correspondre à une cave, un rez-de-chaussée, d'une salle, le lieu de résidence du châtelain et un dernier étage. Le rez-de-chaussée était située à 8 mètres au-dessus du sol et on accédait dans la tour par une porte romane de 2 mètres de haut. En dessous, la cave devait être profonde d'une dizaine de mètres. Son usage peut être soit celui de réserve, soit de prison. Au-dessus du rez-de-chaussée, une grande salle avec un plancher en bois.
La chapelle castrale était dédié à saint Georges.

## Châtellenie d'Ugine

### Organisation
Le château d'Ugine est le siège d'une châtellenie, dit aussi mandement (mandamentum), appartenant au bailliage de Savoie,.
Au XVIIe siècle, les armes du mandement d'Ugine se blasonnaient ainsi : une grille d'argent en sinople.

### Les châtelains
Le châtelain est dans le comté de Savoie un « [officier], nommé pour une durée définie, révocable et amovible »,. Il est chargé de la gestion de la châtellenie ou mandement, il perçoit les revenus fiscaux du domaine, et il s'occupe de l'entretien du château. Le châtelain est parfois aidé par un vice-châtelain ou lieutenant, ainsi qu'un receveur des comptes, qui rédige « au net [...] le rapport annuellement rendu par le châtelain ou son lieutenant ».
L'érudit local, Bernard Ducretet, dans une présentation lors du XXXIIe congrès des sociétés savantes de Savoie qui s'est déroulé à Moûtiers, en 1988, à propos de la châtellenie de Beaufort, précise les rôles de cette charge, à l'aune de la thèse de droit d'Étienne Dullin, Les châtelains dans les domaines de la Maison de Savoie en deçà des Alpes (1911), en indiquant qu'ils sont « tous, jusqu'à la seconde moitié du XVIe siècle, furent les intermédiaires obligés entre les Communiers de leur Châtellenie et la Curia du Prince, où ils étaient couramment présents soit pour rendre compte de leur gestion administrative, soit pour exposer les vœux et doléances de la population ».
Vers la fin du XIVe siècle, la cité d'Ugine et son mandement sont tenus en fief par les La Chambre, puis les Villette. L'ensemble est associé à l'apanage de Genevois à partir de 1454.